# Georges Haimari
Georges Saïd Haimari (* 1898 in Beirut) war ein libanesischer Diplomat.

## Werdegang
Haimari war 42 Jahre lang Generaldirektor des Zivilkabinetts des Präsidenten der Republik Libanon. Er war Präsident des Conseil Supérieur des Douanes und Ministerialdirektor im libanesischen Innenministerium, schließlich im Rang eines Botschafters Protokollchef des Präsidenten.

## Ehrungen
- 1960: Großes Verdienstkreuz mit Stern und Schulterband der Bundesrepublik Deutschland